# Richard Stenbeck

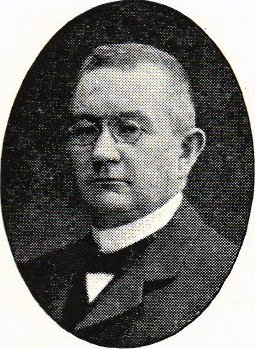
Richard Stenbeck

Gustaf Richard Stenbeck, född 1 juni 1863 i Gudhems församling, Skaraborgs län, död 11 april 1946, var en svensk psykiater och ämbetsman.
Stenbeck blev 1882 student vid Uppsala universitet, 1888 medicine kandidat i Stockholm samt 1893 medicine licentiat vid Lunds universitet. Han tjänstgjorde 1892-93 som underläkare vid Lunds asyl samt 1893-97 som biträdande läkare vid Härnösands hospital och förordnades 1897 till överläkare där och 1900 till asylläkare i Uppsala. År 1902 blev han tillförordnad och 1914 ordinarie medicinalråd samt byråchef i Medicinalstyrelsen, där han 1915 även blev generaldirektörens ställföreträdare. Innan han blev ordinarie i detta ämbetsverk hade han 1905 utnämnts till överläkare vid Piteå hospital och 1910 vid Västerviks hospital. Han blev medicine hedersdoktor vid Uppsala universitet 1927 och pensionerades från Medicinalstyrelsen 1930.
Stenbeck utgav bland annat Författningshandbok för vården af sinnessjuka och sinnesslöa (1906; andra upplagan 1917) och Medicinalförfattningar (med Fredrik Bissmarck, 1926; fjärde upplagan 1940).